# Флорес, Би Джей
Би Джей Флорес (англ. BJ Flores; род. 29 января 1979, Сан-Франциско, Калифорния, США) — американо-мексиканский боксёр-профессионал, выступающий в первой тяжёлой (англ. Cruiserweight) и тяжёлой (англ. Heavyweight) весовых категориях. Чемпион США среди любителей (2001, 2002). Чемпион мира по версии WBF в тяжёлом весе (2007), чемпион США по версии USBA в первом тяжелом весе (2008).

## Биография
Би Джей Флорес — внук Ральфа Флореса, пилота, который разбился на небольшой самолет в дебрях Юкона (Канада) в феврале 1963 года и прожил вместе со своей пассажирской Элен Клабен 49 дней, питаясь в основном растаявшим снегом. История Ральфа и Элен была позже показана в фильме «Эй, я жива» (1975 г.)
Би Джей Флорес, родившийся в семье боксёра, начал посещать тренажерный зал в четыре года. Его отец Фрэнк Флорес обучал старших сыновей, а также помогал тренеру Кену Адамсу в подготовке будущих звёзд бокса Винса Филлипса и Кеннеди Маккинни. После окончания средней школы в Уилларде, штат Миссури, Флорес занимался американским футболом в университете Бригама Янга.
Во время посещения университета, Флорес стал миссионером мормонов в Мексике. В течение двух лет Флорес жил в одном из беднейших районов Мексики и помогал в строительстве домов, крыш и других работ малообеспеченным семьям.
В то время как в Кульякане, Флорес начал обучение в том же зале, где и Хулио Сезар Чавес мл., за жёсткое избиение партнёров во время спарринг-сессий, местные стали называть его «Peligroso», что означает «опасный».

## Любительская боксёрская карьера
Флорес провёл длительную любительскую карьеру. Завоевал титул чемпиона США в 1997 году в полутяжёлом весе.
В 2001—2002 годах Флорес снова победил на чемпионате страны, в супертяжёлом весе.

## Профессиональная боксёрская карьера
На профессиональном ринге Би Джей дебютировал в мае 2003 года. Около трёх лет проводил рейтинговые поединки.
В мае 2006 года завоевал титул чемпиона США по версии WBF в первом тяжёлом весе, нокаутировав в 1-м раунде соотечественника, Али Супрайма (15-6). В сентябре в первом раунде нокаутировал Гери Дейдела.
В январе 2007 года Флорес победил по очкам Криса Томаса, и завоевал титул чемпиона мира по версии WBF и титул США по версии NBA.
В марте 2007 года Флорес победил Патрика Нваму (12-1), и завоевал титул чемпиона США по версии IBA.
В феврале 2008 года, в элиминаторе IBF, Флорес победил соотечественника, Дарнелла Уилсона.
В марте 2010 года непобеждённый Флорес разочаровался пассивностью первого тяжёлого веса и выразил желание перейти в Смешанные единоборства.
В ноябре 2010 года вышел на ринг с чемпионом мира по версии IBO австралийцем Дэнни Грином. В чемпионском бою Флорес проиграл по очкам и потерпел первое поражение.
В 2011—2012 годах провёл 4 победных поединка, и вновь поднялся в рейтингах мирового бокса.
25 июля 2015 года уступил единогласным решением судей Бейбуту Шуменову в бою за титул временного чемпиона мира по версии WBA.
15 октября 2016 года проиграл техническим нокаутом в 3-м раунде британскому боксёру Тони Белью в бою за титул чемпиона мира по версии WBC.
25 февраля 2017 года победил техническим нокаутом Джереми Бейтса и завоевал вакантный титул WBA-NABA в супертяжёлом весе.

## Статистика профессиональных боёв
В таблице перечислены результаты всех поединков боксёров.
В каждой строке указан результат поединка. Дополнительно номер поединка обозначен цветом, который обозначает итог поединка. Расшифровка обозначений и цветов представлена в нижеследующей таблице.
| Пример | Расшифровка                     |
| ------ | ------------------------------- |
|        | Победа                          |
|        | Ничья                           |
|        | Поражение                       |
|        | Планируемый поединок            |
|        | Поединок признан несостоявшимся |
| КО     | Нокаут                          |
| ТКО    | Технический нокаут              |
| PTS    | Решение судей (по очкам)        |
| UD     | Единогласное решение судей      |
| MD     | Решение большинства судей       |
| SD     | Раздельное решение судей        |
| RTD    | Отказ от продолжения боя        |
| DQ     | Дисквалификация                 |
| NC     | Поединок признан несостоявшимся |

| Бой | Рекорд | Дата боя        | Соперник             | Место проведения боя | Раундов, время | Дополнительно                                                       |
| --- | ------ | --------------- | -------------------- | -------------------- | -------------- | ------------------------------------------------------------------- |
| 39  | 34-4-1 | 11 августа 2018 | Тревор Брайан (19-0) | Финикс, Аризона, США | TKO 4 (12)     | Бой за титул временного чемпиона мира по версии WBA в тяжёлом весе. |